# Sharp MZ-2200
O computador doméstico japonês MZ-2200 foi uma versão "despojada" do Sharp MZ-2000, sem monitor de vídeo ou gravador cassete, mas com a possibilidade de adicionar um drive de 3" 1/2 ao sistema.

## História
Lançado no Japão em 1983, o MZ-2200 não foi exportado regularmente para outros países.

## Características
| UCP           | Sharp LH0080A em 4,00 MHz |
| RAM           | 64 KiB |
| VRAM          | 2-48 KiB (máxima) |
| ROM           | 2 KiB |
| Teclado       | mecânico, 88 teclas, com teclado numérico reduzido |
| Display       | saída para TV e monitor de vídeo RGB; texto (40 ou 80×25 linhas) e gráfico (320×200, 640×200 pixels). Até 8 cores (dependendo do modo de vídeo e do tamanho da VRAM). |
| Som           | alto-falante interno, um canal |
| Portas        | quatro slots de expansão, dois conectores de joystick, interface de gravador cassete externo                                                                          |
| Armazenamento | tape deck externo a 1200 bps; drive interno de 3" 1/2 (opcional) e até dois drives externos de 5" 1/4 (320 KiB cada) ou Quick Disk (64 KiB).                          |